# Aliança Francesa
L'Aliança Francesa, en francès Alliance Française, és una organització cultural i educativa francesa sense ànims de lucre que promou l'ensenyament del francès així com la cultura francesa fora de les fronteres del país.

## Història
L'any 1883 Pierre Foncin i Paul Cambon gestionaren la creació de la "Association nationale pour la propagation de la langue française dans les colonies et à l'étranger" (en català: Associació nacional per a la propagació de la llengua francesa a les colònies i l'estranger), fundant-se la Societat el 21 de juliol d'aquell any amb un comitè de personalitats com Ferdinand de Lesseps, Louis Pasteur, Ernest Renan, Jules Verne i Armand Colin, entre d'altres.
L'organització té presència en 133 països amb 1.071 centres d'ensenyament i més de 440.000 estudiants. És un centre d'ensenyament elemental per a aquells estudiants que desitgen aprendre l'idioma francès, ja que en la seva majoria les classes són impartides per professors francesos i els alumnes reben una educació íntegra que inclou aspectes lingüístics, històrics i culturals. La seu principal de la institució francesa es troba a la ciutat de París.
Aquesta institució és equivalent a l'Institut Ramon Llull català, al Institutul Cultural Român romanès, a l'Institut Cervantes espanyol, l'Instituto Camões portuguès, a la Società Dante Alighieri italiana, el British Council britànic o el Goethe-Institut alemany. Tots ells treballen per divulgar les seves respectives cultures arreu del món, afavorint així el coneixement d'algunes de les principals llengües europees.
L'any 2005 l'Institut Cervantes, l'Instituto Camões, l'Alliance Française, el British Council, el Goethe-Institut i la Società Dante Alighieri varen ser reconeguts internacionalment per la seva tasca essent guardonats amb el Premi Príncep d'Astúries de Comunicació i Humanitats d'aquell l'any.